# La Grandière (canonnière, 1893)
Pour les articles homonymes, voir La Grandière (navire).
Le La Grandière est une canonnière fluviale dont le nom honore l'Amiral Pierre-Paul de La Grandière. Primitivement destiné à la Mission du Haut Mékong, il fut préfabriqué (en France métropolitaine) avec son sistership le Massie, aux chantiers Dubigeon à Chantenay-sur-Loire (près de Nantes), pour être livrée à Saigon le 30 juillet 1893.
Construite de tôles d'acier doux et démontable en cinq tranches, la canonnière est propulsée par une machine compound (en) à pilon et à condenseur par surface. Le régime machine prévu était de 350 tours par minute, pour une puissance de 120 chevaux, mais on a pu le pousser jusqu'à 374 tours par minute. La chaudière est du système du Temple. La disposition la plus intéressante de ce type de canonnière consiste dans la forme qui a été donnée aux œuvres vives de l'arrière pour y installer une hélice d'un diamètre beaucoup plus grand que le tirant d'eau. Dans ce but, on a supprimé la quille et la partie affinée à l'arrière de la carène et on les a remplacées par une voute qui forme la partie supérieure d'une sorte de tuyère dans laquelle tourne l'hélice. Cette dernière, au lieu de se trouver à l'extrême arrière du bâtiment, est placée à 4,50 m de l'étambot.
Remonté à l'arsenal de Saigon puis armé à la demande du Gouverneur Général de l'Indochine, le La Grandière fut envoyé, à partir de 1896, sur le Haut-Mékong pour s'opposer à l'occupation larvée de la rive gauche par le Siam.
 Cette canonnière avait également pour mission de faire une étude poussée de la navigabilité du Yang Tsé Kiang.
Le La Grandière assura sa mission jusqu'en juillet 1910 date à laquelle il sombra, corps et biens, en franchissant des rapides.
L'équipage initialement prévu était de sept Européens et sept indigènes.

## Historique
Le périple commence le 8 juin 1893,  jour où sont en essais sur la Loire à Nantes. Le 30 juillet 1893 le La Grandière et le Massie arrivent à Saigon avec quinze jours d'avance sur ce que prévoyait le cahier des charges,,,. Leur assemblage commence de façon provisoire, car il est prévu qu'ils soient démontés lors du transbordement sur l'île de Khone (Don Khone, district de Khong, Province de Champassak),,,. Les essais ont lieu le 20 août 1893 à Saigon et le 22 août 1893, le lieutenant de vaisseau Georges Eugène Simon prend le commandement du La Grandière et du Massie. Les deux canonnières appareillent pour Khone Sud afin qu'elles puissent franchir les chutes de Khone avant la décrue du Mékong,. 
Le 27 août, une avarie sur sa machine oblige le La Grandière à s'arrêter 40 km en aval de Phnom Penh. Des pièces de rechange sont commandées à Saigon et il sera réparé à Phnom Penh. Le 8 septembre, le La Grandière quitte Phnom Penh à la remorque du Cantonnais, jusqu'à Kratie. Remorqué depuis Kratie par le Bassac, le La Grandière arrive le 16 septembre 1893 à la baie Marguerite où l'attend le Massie, arrivé huit jours auparavant, après avoir, lui aussi, subi des avaries qui ont pu être réparées à Phnom Penh. Le 12 septembre les essais de transbordement du Massie se soldent par un échec en raison de la baisse brutale et anticipée des eaux.
Une voie ferrée de type Decauville avaient été préalablement installée entre la baie Marguerite et Khone Nord où un bassin de mise à flots avait été également creusé. 
Entre mi-septembre et fin octobre 1893, le retrait rapide des eaux et la configuration de la baie Marguerite ne permettant plus le transbordement à cet endroit, les vapeurs regagnent Khone Sud par la voie ferrée  déplacée à Khone Sud et posée en toute hâte sur  3 km seulement, au lieu des 5 km nécessaires, car le matériel n'avait été approvisionné que pour relier la baie Marguerite à Khone nord (soit une longueur de 2,300 km +++). Le Massie et les deux parties du Ham-Luong sont chargés sur des charriots et tractés par les hommes sur les trois premiers kilomètres de cette voie ferrée. Les deux derniers kilomètres ont dû être franchis, à raison d'environ 300 m  par jour, en démontant et déplaçant vers l'avant quelques dizaines de mètres de voie ferrée.
Le 29 octobre 1893, après son transport par chariot en une seule pièce,,,,, le Massie est mis à l'eau à Khone nord, et le 31 octobre c'est au tour du Ham-Luong, après son transport par chariot et avoir été réassemblé. Les retards accumulés ont empêché de transborder le La Grandière et la Mouette,,,, avant la fin de l'année 1893.
Entre 1893 à 1896, MM. Simon, Le Vay et Py, commandants successifs du groupe des canonnières Massie et La Grandière, assurent leur mission hydrographique, traduite par la rédaction de 48 cartes triangulées dressées au 1/30.000,. 
Le 26 juillet 1894,  le La Grandière  appareille (de Stung Treng ou de Kratie) pour Khone où il est prévu qu'il sera transbordé avant le 20 août. Le 5 septembre, sur un chariot tracté par des hommes, la canonnière a été transbordée du bief inférieur au bief supérieur de Kône en trois heures. La chaloupe La Mouette est également transbordée quelques jours plus tard,,,,,. La mise à l'eau du La Grandière à Khone nord a lieu le 8 septembre 1894.  Le même mois, l'enseigne de vaisseau Le Vay, commandant du La Grandière, franchit les rapides du Kemmarat et pousse jusqu'à Luang Prabang.
D'octobre 1895 à juillet 1898, Charles Mazeran, commandant du La Grandière est en mission d'exploration du haut Mékong.
En 1896[Information douteuse], sous le commandement de M. Simon, le La Grandière a parcouru  10 486 km en 750 heures de marche.
En 1902, le La Grandière est en station à la frontière nord de Xieng Sen.

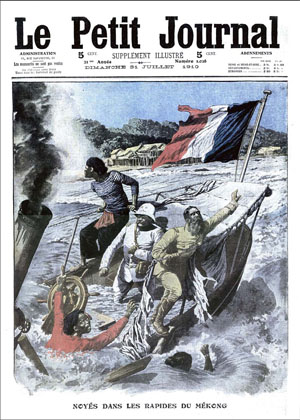
Une du Petit journal du 31 juillet 1910.

Le La Grandière coule accidentellement en juillet 1910 dans les rapides de Ken Luong sur le fleuve Mékong. Cet accident entraîne la mort de quatre militaires français dont le général Léon de Beylié.
Un monument en forme de thât en mémoire des marins morts dans le naufrage est élevé sur les rives du Mékong au cours des années 1910. Du fait de pillages et de l'absence d'entretien, il se trouve en très mauvais état lors de l'expédition menée par Jean-Michel Strobino en mars 2015.